# Río Veral
El río Veral es un afluente del Aragón en la provincia de Huesca (España), que desemboca en la localidad de Berdún y tras su paso por Ansó.42°36′45″N 0°51′56″O / 42.6124094, -0.8656296

## Curso del río
Se considera que este río comienza en Zuriza, un antiguo circo glaciar pirenaico; donde además recibe las aguas del barranco de petretxema, el cual nace en Linza. Discurre a través del valle de Ansó hasta llegar al municipio de Villarreal de la Canal, donde vierte sus aguas al río Aragón.
Por acción de la erosión, y a causa de los terrenos calcáreos que atraviesa, ha transformado su curso natural en ciertas zonas, excavando algunas formaciones como la llamada Foz de Biniés.

## Ocio
Existen diferentes opciones de ocio con las que aprovechar la pendiente natural en aguas bravas que ofrece el río en algunos tramos, y la variedad de los paisajes por los que discurre. La más popular es la práctica del piragüismo.